# American Idiot
American Idiot é o sétimo álbum de estúdio da banda americana Green Day. O seu lançamento ocorreu em 21 de setembro de 2004 através da Reprise Records. Com produção de Rob Cavallo, o disco foi gravado entre abril de 2003 e março de 2004 em estúdios localizados no estado da Califórnia. O grupo conquistou popularidade na década de 1990, lançando diversos álbuns bem-sucedidos. Após as vendas desapontadoras do sexto trabalho do trio, Warning, de 2000, a banda entrou em um recesso antes de gravar sua próxima obra, que viria a se chamar Cigarettes and Valentines. O processo de gravação foi por água abaixo quando as fitas mestre do disco foram roubadas. Ao invés de regravar o material, o conjunto tomou a decisão de começar do zero.
Um álbum conceitual derivado dos gêneros do pop punk e do rock alternativo e descrito pelos membros como "uma ópera punk rock", American Idiot segue a história de Jesus of Suburbia, um adolescente americano de classe média baixa e um anti-herói. Através de seu enredo, o disco expressa a desilusão e a insatisfação de uma geração que cresceu em um período marcado por eventos tumultuosos como a Guerra do Iraque. O produto foi inspirado por diversos músicos e pelo trabalho dos ingleses do The Who. Sua capa apresenta uma granada com formato de coração posicionada em uma mão.
American Idiot marcou a retomada da carreira do Green Day após um período de declínio na sua popularidade. Registrou entrada nas paradas de 27 países, chegando ao topo em dezenove deles, e acabou por vender dezesseis milhões de cópias mundialmente. Cinco singles foram lançados a partir do disco: "American Idiot", "Boulevard of Broken Dreams", "Holiday", "Wake Me Up When September Ends" e "Jesus of Suburbia". O álbum foi aclamado pela crítica e ganhou o Grammy de Melhor Álbum de Rock em 2005. Seu sucesso inspirou um musical da Broadway e uma adaptação para o cinema, ainda a ser lançada. O disco tem sido elogiado mesmo anos após seu lançamento, tendo sido incluído em diversas listas que compilaram os melhores trabalhos do ano e da década.

## Antecedentes
A banda Green Day, que formou-se em 1986 e passou seus primeiros anos apresentando-se em clubes de punk rock, emergiu no começo da década de 1990 como um dos grupos mais populares de rock. O terceiro disco do conjunto, Dookie, lançado em 1994, vendeu mais de vinte milhões de cópias mundialmente. Os lançamentos subsequentes também obtiveram sucesso; Insomniac (1995) e Nimrod (1997) foram certificados com múltiplos discos de platina nos Estados Unidos, mas falharam em conquistar a certificação de diamante que foi obtida por Dookie. O próximo álbum, Warning, lançado em 2000, foi considerado um fracasso comercial, apesar das críticas positivas. No começo de 2002, o grupo embarcou na Pop Disaster Tour, liderada em conjunto com os compatriotas do Blink-182. A turnê impulsionou o trio, que passou a ser visto como "os velhos experientes" da cena do pop punk à época, que consistia de bandas como Good Charlotte, Sum 41 e New Found Glory.
Nessa altura, as coisas haviam chegado ao ponto de existir brigas não resolvidas entre os três membros. A banda estava "briguenta e miserável", de acordo com o baixista Mike Dirnt, e precisava de uma "mudança de direção". Em adição, acabava de ser lançada a coletânea de grandes sucessos International Superhits!, que a banda sentiu ser "um convite à crise da meia-idade". O vocalista do grupo, Billie Joe Armstrong, ligou para Dirnt e perguntou: "Você quer continuar a fazer a banda?" Ele sentia-se inseguro, tendo tornado-se "fascinado e aterrorizado" por seu modo de vida imprudente, e seu casamento estava correndo perigo. Dirnt e o baterista Tré Cool viam-no como controlador, enquanto Armstrong relutava em mostrar novas canções a seus companheiros. A partir de janeiro de 2003, o grupo passou a ter encontros semanais, o que resultou em um sentimento de revitalização nos integrantes. Eles focaram em dar mais atenção às ideias de Cool e Dirnt, com "mais respeito e menos críticas".
Grande parte do ano de 2002 foi passada no Studio 880 em Oakland, Califórnia, onde novo material estava a ser gravado para um álbum chamado Cigarettes and Valentines; estavam a ser criadas "canções de polka, versões explícitas de músicas de Natal [e] faixas de salsa" para o projeto, com a esperança de estabelecer algo novo para o som do Green Day. Depois de completar em torno de vinte músicas, as fitas mestre cruas foram roubadas em novembro de 2002. Os membros do grupo disseram que não tinham ideia de onde estavam as fitas até 2016, quando, durante uma entrevista para a NME, Armstrong e Dirnt disseram ter recuperado o material e que a banda estava a usá-lo para novas ideias. Com o roubo, o grupo consultou seu produtor de longa data, Rob Cavallo, sobre o que fazer em seguida. Cavallo disse-os para pensar se as faixas perdidas representavam "o melhor trabalho" da banda. De acordo com Armstrong: "Não podíamos olhar para nós mesmos e pensar: 'Isso foi a melhor coisa que já fizemos'. Então decidimos seguir e frente e fazer uma coisa completamente nova". Eles concordaram em passar os próximos três meses escrevendo novas faixas.

## Gravação e produção

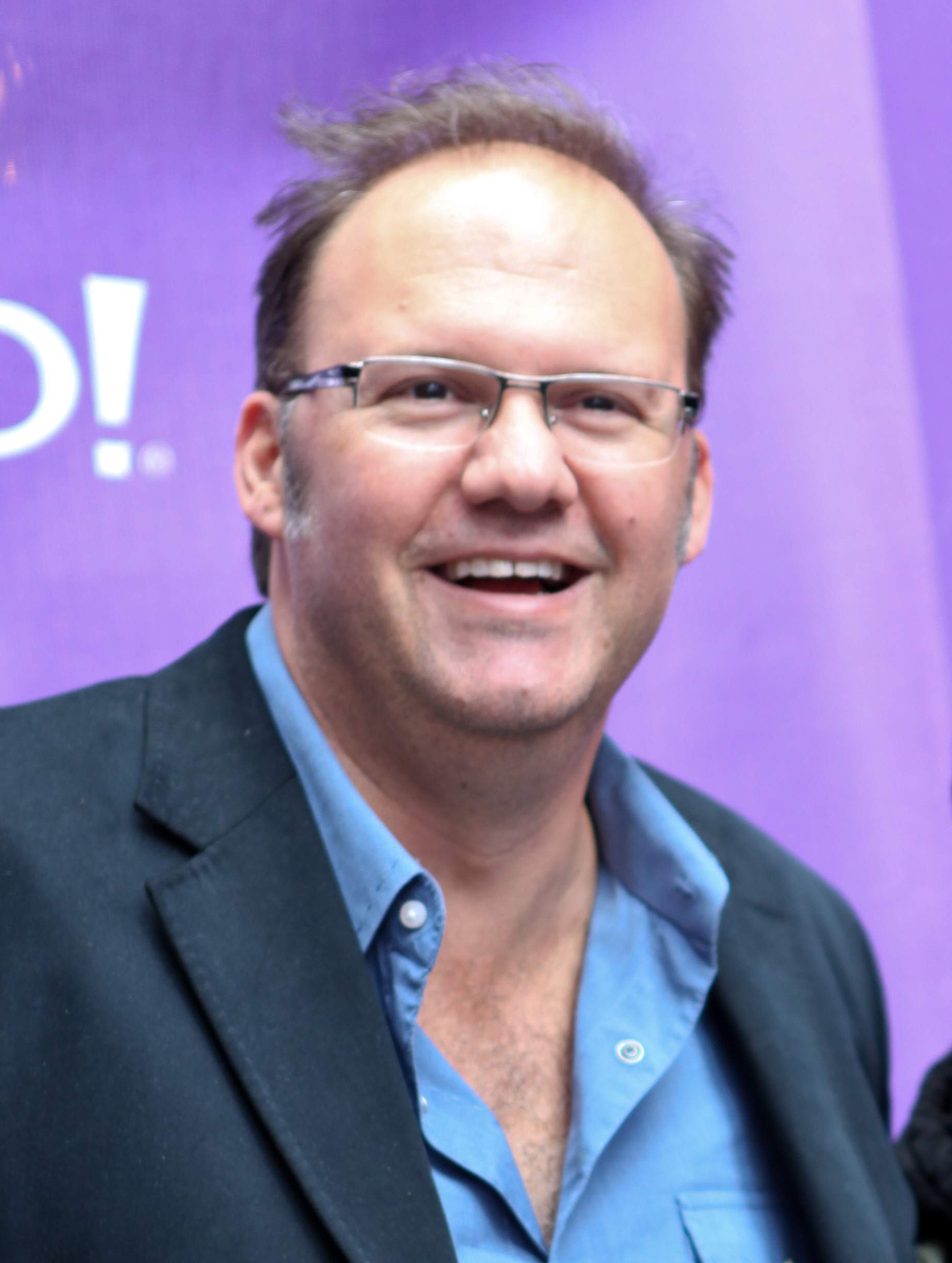
Rob Cavallo produziu todas as faixas de American Idiot, mantendo uma parceria que começou com Dookie, em 1994.

American Idiot nasceu de dois incidentes: o supracitado roubo das fitas e uma ocasião em que os integrantes, individualmente, tentaram criar faixas de trinta segundos cada. Armstrong lembrou: "Começou a ficar mais sério à medida em que tentávamos superar uns aos outros. Continuamos a conectar esses pedaços de meio minuto até termos algo". Isso resultou em "Homecoming", e, em seguida, "Jesus of Suburbia". Com isso, o desenvolvimento do álbum foi consideravelmente alterado, e o trio passou a ver canções como mais que apenas isso — como capítulos, movimentos, ou, potencialmente, um filme ou romance. Pouco depois, o vocalista escreveu a faixa-título, que trata, explicitamente, sobre problemas sociopolíticos. Logo após, o grupo decidiu que iriam direcionar o trabalho no disco para que ele se tornasse o que chamaram de "ópera punk rock".
Antes de gravar, o Green Day alugou um espaço de ensaio em Oakland. Armstrong convidou Cavallo para comparecer às sessões e ajudá-los com o processo de composição. O produtor incentivou a ideia de um álbum conceitual, lembrando-se de uma conversa que os dois tiveram uma década antes, em que o vocalista lhe disse que desejava que a carreira da banda tivesse um "arco criativo parecido com o dos Beatles". Durante as sessões no Studio 880, os membros passavam os dias escrevendo e ficavam acordados até tarde, bebendo e discutindo sobre música. Eles criaram uma rádio pirata, onde eram transmitidas jam sessions, e, ocasionalmente, trotes. O grupo ensaiou o álbum de maneira que, quando fossem de fato gravar, já o tivessem todo escrito e sequenciado. Com o objetivo de esvaziar a cabeça e ter novas ideias para faixas, Armstrong viajou para Nova York sozinho por algumas semanas, alugando um pequeno apartamento em East Village, Manhattan. Ele passava a maior parte do seu tempo vagando e participando de jam sessions no porão do Hi-Fi, um bar de Manhattan. O cantor passou a socializar com os compositores Ryan Adams e Jesse Malin. Muitas das canções presentes no produto final foram inspiradas pelo tempo em que ele viveu em Manhattan, incluindo "Boulevard of Broken Dreams" e "Are We the Waiting". Enquanto morava lá, Armstrong também formulou grande parte da história do disco, sobre as pessoas "saindo e curtindo à beça, mas, mesmo assim, lutando contra seus demônios".
Com as demos completas, o trio realocou-se em Los Angeles para continuar a trabalhar no projeto. No começo, as gravações ocorreram no Ocean Way Recording; depois, foram realocadas para o Capitol Studios, para a finalização. Cool levou diversos kits de bateria para o estúdio, incluindo mais de 75 caixas. As faixas de bateria foram gravadas em fitas de 2" para produzir um som comprimido, e foram transferidas para o Pro Tools, para mixagem com os outros instrumentos; elas foram produzidas no Ocean Way Studio B, escolhido por seu teto alto e pisos acústicos, que resultavam em um melhor som, e gravadas na ordem das faixas, algo que aconteceu pela primeira vez na história da banda; cada canção era gravada em sua totalidade antes de proceder. Eles trocaram a ordem em que gravavam guitarra e baixo, passando a gravar a guitarra primeiro, já que ouviram dizer que era assim que os Beatles faziam. Armstrong afirmou que, durante o processo de gravação, houve momentos em que teve medo da quantidade de trabalho que dependia de si, comparando com escalar uma montanha.
O grupo manteve uma posição relaxada em relação à rotina de gravação. Por cinco meses, o trio manteve-se em um hotel em Hollywood para as sessões, onde comumente tocavam música em um volume elevado, gerando reclamações dos hóspedes. Os integrantes admitiram ter ido para festas durante as sessões em L.A.; Armstrong teve de marcar gravações vocais em meio a suas ressacas. Ele descreveu o ambiente: "Pela primeira vez, estávamos separados dos nossos passados, de como tínhamos de nos comportar como Green Day. Pela primeira vez, aceitamos o fato de que éramos estrelas do rock". American Idiot demorou dez meses para ficar pronto, e custou 650 mil dólares. Ao final do processo, o vocalista sentia-se "delirando" ao descrever o disco: "Parece que eu estou no pico de alguma coisa com esse álbum. [...] Eu realmente sinto [...] como se estivéssemos no topo nesse momento".

## Lançamento e capa
American Idiot foi lançado em 20 de setembro de 2004 no Reino Unido e um dia depois nos Estados Unidos, através da Reprise Records, e foi distribuído mundialmente pela Warner Music. O encarte do álbum apresenta as letras das faixas escritas à mão, em um papel que assemelha-se a de um caderno. Em 27 de novembro de 2015, o álbum foi relançado em formato de disco de vinil, como forma de comemoração da Black Friday; a prensagem foi de 5 mil cópias.
Depois do término das gravações do álbum, a banda decidiu que a capa deveria refletir os temas presentes no disco, comparando a mudança de imagem a uma campanha política. Armstrong afirmou: "Queríamos estar além de tudo, do estilo à música e à aparência. Simplesmente tudo." O trio inspirou-se pela propaganda do governo comunista chinês que viram em galerias de arte na Melrose Avenue, e recrutou o artista Chris Bilheimer, que havia trabalhado anteriormente nas capas de Nimrod e International Superhits!, para designar a obra. O desejo do grupo era de que a arte fosse "ao mesmo tempo uniforme e poderosa". A capa do CD —"uma forte impressão de uma granada em formato de coração posicionada em um pulso cheio de sangue" — é representativa de seu conteúdo político. Depois de ouvir ao novo material em seu computador, Bilheimer anotou o verso "E ela está segurando em meu coração como uma granada de mão", de "She's a Rebel". Influenciado pelo pôster do filme The Man with the Golden Arm, designado por Saul Bass, ele criou um braço esticado a segurar uma granada vermelha em forma de coração. Embora achasse que vermelho era a "cor mais usada em excesso no design gráfico", ele sentiu que as qualidades "imediatas" da cor a tornavam apropriada para o uso na capa. O artista explicou: "Tenho certeza de que há teorias psicológicas que afirmam que por ser a mesma cor do sangue, ela possui o poder de vida e morte… E eu, como designer, sempre senti que vermelho era meio que uma cor muito óbvia, então nunca a usei. Mas não tinha como não usá-la nessa capa". A banda também passou por uma significativa mudança de estilo, passando a vestir-se em uniformes das cores vermelho e preto nas apresentações ao vivo. Armstrong considerou isso uma extensão natural de sua "habilidade como showman", que começou a ser aparente em sua infância.

## Composição

### Temas e influências na composição

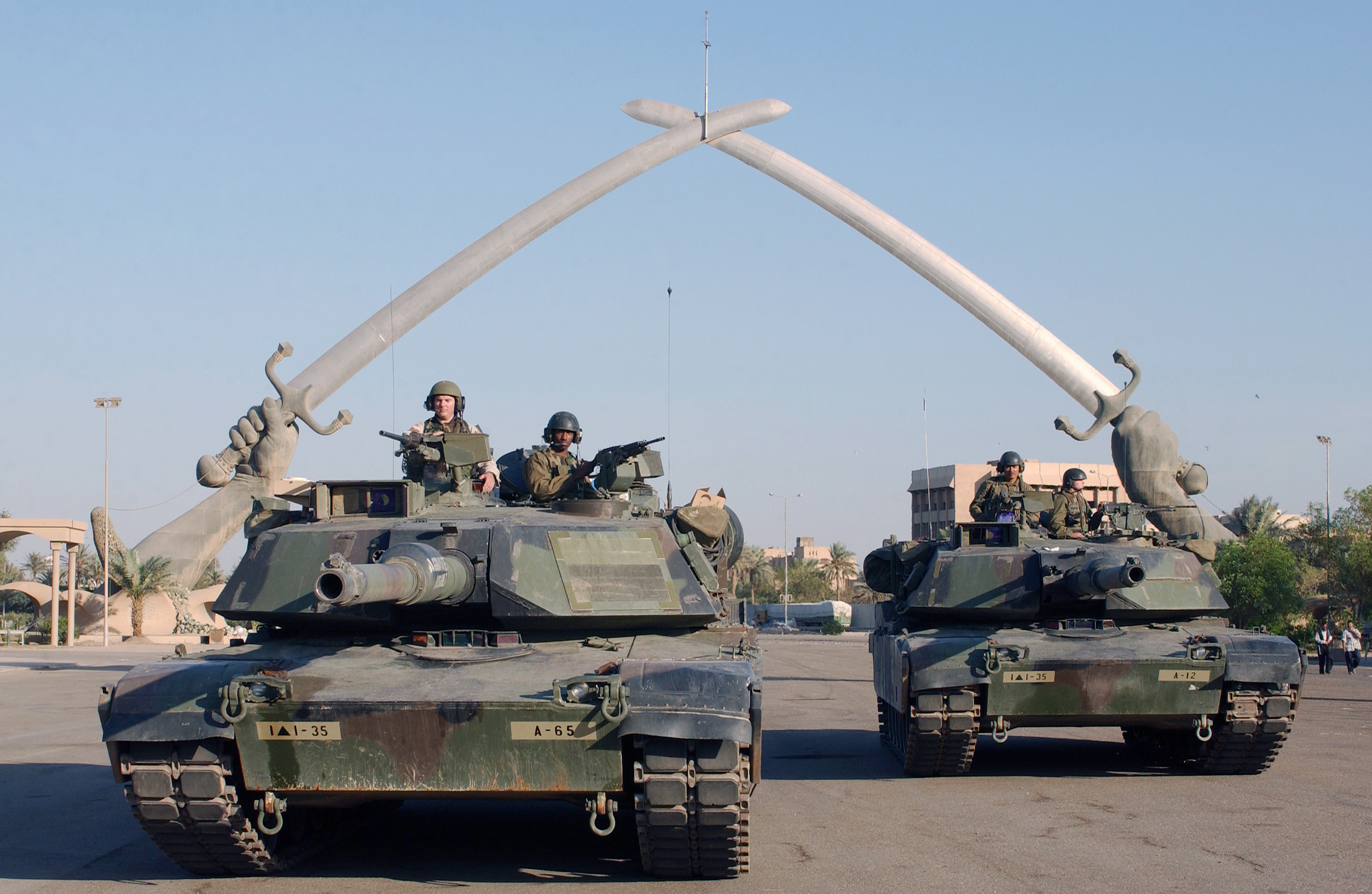
American Idiot foi inspirado pela Guerra do Iraque. A imagem apresenta tanques americanos em Bagdá, em 2003.

A grande inspiração para American Idiot reside em eventos políticos envolvendo os Estados Unidos, como a presidência de George W. Bush e a Guerra do Iraque. Há apenas duas canções explicitamente políticas em todo o disco ("American Idiot" e "Holiday"), mas a obra "traça uma conexão casual entre a disfunção social americana contemporânea [...] e a ascensão de Bush". Embora o conteúdo do trabalho seja claramente sobre sua época, Armstrong disse ter esperanças de que o álbum se tornasse "atemporal" e "uma grande declaração sobre confusão".
Armstrong demonstrou desânimo em relação à eleição presidencial que estava por vir. Ele sentia-se confuso pela guerra cultural no país, notando uma divisão no público em geral em relação à Guerra no Iraque. Em uma entrevista, o artista afirmou: "Essa guerra que está acontecendo no Iraque é simplesmente para construir um oleoduto e uma porra de um Wal-Mart". O vocalista sentia a necessidade de evitar que seus filhos vissem imagens violentas, incluindo video games e a cobertura midiática sobre a guerra e os ataques do 11 de setembro. Ele sentia uma divisão entre a "cultura da TV americana" (que, segundo ele, só se importava com os canais de notícias) e a visão mundial em relação ao povo do país, que poderia ser considerado "um bando de warmongers imprudentes". Dirnt sentia-se de maneira semelhante, especialmente após assistir ao documentário Fahrenheit 9/11. "Você não precisa analisar cada informação para saber que alguma coisa não está certa, e é hora de mudar". Cool tinha esperanças de que o disco influenciaria os mais jovens a não votar em Bush, ou, em suas próprias palavras, "tornar o mundo um pouco mais são". Anteriormente, ele sentia que não era seu dever "pregar" para crianças, mas ao perceber que havia "tanta coisa acontecendo" durante a eleição de 2004, isso mudou. O álbum também aponta para as pequenas empresas que são tiradas de negócio pelas grandes corporações. Cool deu o exemplo de pequenas lojas de discos fechando quando um grande varejo nacional chega até a cidade. "É como se houvesse apenas uma voz que você pode ouvir", ele disse. "Não quero parecer uma pessoa professoral, mas estamos quase no nível do Grande Irmão — com a exceção de que, aqui, há duas ou três empresas dominando tudo".

"Todo mundo parece não saber o que o futuro os reserva nesse momento, sabe?"

—Armstrong, 2004
Sobre o conteúdo musical do álbum, Armstrong disse: "Para nós, American Idiot é sobre pegar todos aqueles elementos clássicos do rock and roll, quebrar as regras, colocar um pouco mais de ambição, e torná-lo atual". Parte da gravação do álbum era tentar expandir o familiar som punk rock da banda ao experimentar com estilos como new wave, polka e música latina. O grupo ouviu diversas óperas rock, tais como Tommy, do The Who e The Rise and Fall of Ziggy Stardust and the Spiders from Mars, de David Bowie. O vocalista inspirou-se particularmente por Quadrophenia, também do The Who, encontrando mais em comum com o "estilo mod-pop das power chords" do que com outros álbuns conceituais, como The Wall, do Pink Floyd. Em adição, eles ouviram as gravações do elenco de musicais da Broadway como West Side Story, The Rocky Horror Show, Grease e Jesus Christ Superstar, e deixaram que a música contemporânea os influenciasse, incluindo rappers como Eminem e Kanye West, assim como a banda de rock Linkin Park. Armstrong afirmou considerar o mercado de rock "conservador", no sentido de que as bandas têm de, rigorosamente, lançar singles, criar um vídeo musical, ou embarcar em uma turnê. Ele sentia que artistas como o duo de hip hop OutKast estavam "a chutar a bunda do rock, porque há tanta ambição".

### Conteúdo e estrutura musical
American Idiot é um álbum conceitual que descreve a história de uma personagem central chamada Jesus of Suburbia, um anti-herói criado por Billie Joe Armstrong. É escrito a partir da perspectiva de um adolescente americano de classe média baixa e suburbano, criado numa dieta de "refrigerante e ritalina". Jesus of Suburbia odeia sua cidade e aqueles próximos a ele, então ele acaba por migrar-se. A segunda personagem a ser introduzida é St. Jimmy, um "orgulhoso lutador pela liberdade punk rock por excelência". Whatsername, "uma figura 'Mãe da Revolução'", é introduzida como o nêmesis de St. Jimmy na canção "She's a Rebel". A história do álbum é largamente indeterminada, uma vez que o grupo não sabia o que fazer com o enredo a partir de dado ponto. Portanto, Armstrong disse que o final seria construído pela imaginação do ouvinte. As duas personagens secundárias exemplificam o tema principal da obra — "raiva versus amor" — já que, enquanto St. Jimmy é tomado por "rebelião e autodestruição", Whatsername é focada em "seguir suas crenças e ética". Jesus of Suburbia acaba decidindo seguir a última, resultando no suicídio figurado de St. Jimmy, que acaba sendo revelado como uma faceta de sua personalidade. Na última canção, Jesus of Suburbia perde também a conexão com Whatsername, a ponto de nem conseguir lembrar seu nome.
Através da história, Armstrong esperava detalhar o que era se tornar um adulto nos Estados Unidos na época do lançamento do disco. Embora considerasse o último trabalho da banda "cheio de coração", o vocalista passou a ter um instinto de que deveria tratar sobre questões do período em que a obra saiu. À medida que foi entrando na fase adulta, ele passou a ter o desejo de aumentar o conteúdo político em suas composições, notando que o clima ao redor de seu amadurecimento produziu um sentimento de responsabilidade nas faixas que escrevia. Nas palavras do próprio: "Assim que você abandona a estrutura verso-refrão-verso-refrão-ponte … sua mente se abre para um novo jeito de compor, onde realmente não há regras". Em adição à temática política do disco, ele também toca em temas como os relacionamentos interpessoais e aquilo que Dirnt chamou de "a confusão, a perda de individualidade".
| “                                                              | Estávamos no estúdio a assistir os jornalistas embarcando com as tropas, e era como a pior versão dos reality shows. Troque de canal, e você tem Nick & Jessica. Troque, e aparece Fear Factor. Troque, e verá pessoas fazendo cirurgias plásticas para se parecerem com Brad Pitt. Estamos cercados por toda essa merda, e as personagens Jesus of Suburbia e St. Jimmy também. É um sinal dos tempos. | ” |
| — Armstrong, a explicar o conceito por trás de American Idiot. | |   |

A banda usou mais sons de guitarra pesados para o disco. O vocalista afirmou: "A gente ficou tipo, 'vamos com tudo nesse som de guitarra — plugue Les Paul e Marshall e deixa acontecer'". Ele adicionou faixas de violão tocando entre as canções para aumentar o ritmo da guitarra e da bateria, tocada por Cool. Para a maior parte da gravação, Dirnt usou um amplificador Ampeg SVT e tocou o baixo Fender Precision Bass, sua marca registrada. Ele e Cavallo procuraram por um som de baixo "sólido, grande, estrondoso", ao invés de um centrado em contramelodias. Dirnt passou seu baixo por uma direct box, uma base de seus métodos de gravação desde Dookie. Cool emprega instrumentos incomuns para o punk — como tímpano, glockenspiel e sino — que ele recebeu através de um acordo promocional com Ludwig. Esses instrumentos são especialmente evidentes em "Homecoming" e "Wake Me Up When September Ends"; a última apresenta um xequerê que foi soldado a um chimbau para as apresentações ao vivo. "Extraordinary Girl", originalmente intitulada "Radio Baghdad", inclui sons de tabla na introdução, tocada por Cool. Para "Whatsername", ele gravou a bateria em uma sala designada para gravar guitarra, com o objetivo de criar um som "seco".
O disco abre com "American Idiot", uma canção pop punk articulada em torno de um riff rápido e enérgico, já apresentado nos primeiros segundos da canção, que trata sobre a política americana à época e a influência da mídia na opinião pública; a música expressa, ainda, o desejo de não ver o povo americano tornar-se "idiotas liderados por um presidente estúpido" e os Estados Unidos tornarem-se um país odiado internacionalmente. A obra enfatiza o uso de linguagem explícita, justaposicionando a gíria homofóbica "faggot" com "America" para criar o que Armstrong definiu como "uma voz para os calados". Esta primeira faixa é uma visão geral da temática de protesto e rebelião que permeia todo o álbum, e funciona como uma introdução à história de Jesus of Suburbia, que é apresentado na segunda faixa, que leva seu nome. "Jesus of Suburbia" é dividida em cinco partes. Ele se introduz na primeira, descrevendo-se como "o filho da raiva e do amor"; nas partes seguintes, "City of the Damned" e "I Don't Care", expressa sua visão pessimista em relação aos subúrbios e ao mundo ao seu redor. No pedaço intitulado "Dearly Beloved", Jesus of Suburbia mostra-se cansado de estar sozinho e se sentir abandonado; portanto, na última parte da canção, "Tales of Another Broken Home", ele percebe que não está a viver, apenas a existir, e decide mudar-se para começar uma nova vida. Segue-se "Holiday", uma música que assemelha-se a "American Idiot" em sua composição, já que também apresenta um rápido riff de introdução na guitarra. É a segunda faixa no disco a criticar abertamente a política americana; Armstrong expressa suas preocupações com a política externa de Bush, particularmente em relação à Guerra do Iraque e lamenta pelas vítimas desse conflito e de atentados terroristas em trechos como "Uma vergonha, aqueles que morreram sem nome". "Holiday" demorou dois meses para ficar pronta, já que Armstong sentia que sua letra não estava boa o suficiente. Encorajado por Cavallo, ele a terminou; o vocalista a caracterizou como um "vá se foder" franco para Bush.
"Boulevard of Broken Dreams", uma composição mais calma e lenta que as anteriores, segue o disco. Inicia-se com Armstrong cantando sobre um violão, e segue a mesma progressão harmônica de "Wonderwall", do grupo britânico Oasis; dessa forma, o Green Day recebeu críticas do vocalista do Oasis, Noel Gallagher. Jesus of Suburbia percebe que sua sensação de liberdade acabou e que ele deve enfrentar a solidão, as ruas vazias da cidade e o abandono. O jeito que ele imaginava a cidade, com luzes de néon e arranha-céus, colapsa, e ele aceita em "Are We the Waiting" que tem que superar sua frustração e essa visão para sentir-se bem. A faixa, estilisticamente semelhante à anterior, também pode ser interpretada como um reflexo da frustração do vocalista com a situação do mundo. A sexta obra, "St. Jimmy", apresenta influências do punk rock na sua introdução e é cantada por Armstrong em uma guitarra elétrica tocada em palm mute. Este tema rápido e áspero relata o encontro de Jesus of Suburbia com seu alter ego, St. Jimmy; ele representa a parte contenciosa e destrutiva de Jesus: um rebelde de sangue frio, incrível e autossuficiente; uma pessoa que ele nunca foi. Essa nova vida continua a ser expressa em "Give Me Novocaine", uma obra que apresenta violão; ela narra o protagonista a experimentar drogas e a fazer o que St. Jimmy lhe diz. A canção também trata sobre os reality shows, que Armstrong comparou com "gladiadores no Coliseu".
Na oitava canção, "She's a Rebel", cujas letras são inspiradas na capa do álbum, o protagonista encontra uma jovem sem nome por quem se apaixona, Whatsername. Por causa de sua atitude rebelde e justa, ela representa tudo que ele quer; ela dá-lhe uma esperança de vida melhor e depois tenta ser como ele. Outra interpretação possível é de que She representa os Estados Unidos. A composição é inspirada por "Rebel Girl", da banda Bikini Kill. O relacionamento é aprofundado em "Extraordinary Girl", que discute a dificuldade de manter uma relação estável no dia a dia. Nessa música, Jesus of Suburbia começa a parecer cada vez menos com St. Jimmy. "Letterbomb", a décima faixa, começa com a cantora Kathleen Hanna cantando a capella. Ela interpreta Whatsername, que afirma que tudo está despencando ao redor de Jesus of Suburbia. Sua rebeldia é falsa, assim como a vida na cidade, baseada em mentiras e aparências. Tudo isso faz com que Whatsername saia de lá e deixe-o para trás. O tema seguinte, "Wake Me Up When September Ends", é o mais destacado do disco que é oposto à história de Jesus of Suburbia. A música, que contém uma introdução calma, onde o violão é tocado em arpejo e acompanha a voz de Armstrong, refere-se à morte de seu pai, em setembro de 1982, quando ele tinha apenas dez anos de idade. Contudo, o mês de setembro, assim como o número da composição no álbum, onze, referem-se ainda aos ataques de 11 de setembro de 2001.
A história retorna com "Homecoming", outro conjunto de cinco faixas em uma; um das partes é cantada por Mike Dirnt, e outra por Tré Cool. Ela começa com a morte de St. Jimmy, enquanto Jesus of Suburbia aceita que ele não é seu ideal. Ele passa por uma introspecção, aceita que a vida na cidade cheia de pretensão não serve para si e decide voltar para sua casa, no subúrbio. A parte "Rock and Roll Girlfriend" está desconectada com a faixa e é uma espécie de autobiografia de Tré Cool. O disco termina com "Whatsername", que não dá um final preciso para a história e não se sabe, exatamente, o que aconteceu com Jesus of Suburbia após voltar para o subúrbio. Ele lembra-se de todos os eventos passados, e chama Whatsername dessa maneira pois não é capaz de se lembrar de seu nome.

## Recepção

### Crítica profissional
| Críticas profissionais | Críticas profissionais |
| Pontuações agregadas   | Pontuações agregadas   |
| Fonte                  | Avaliação              |
| ---------------------- | ---------------------- |
| Metacritic             | (79/100)               |
| Avaliações da crítica  |                        |
| Fonte                  | Avaliação              |
| Allmusic               | [ 66 ]                 |
| Entertainment Weekly   | (B+)                   |
| The Guardian           | [ 68 ]                 |
| NME                    | (8/10)                 |
| Pitchfork              | (7,2/10)               |
| Rolling Stone          | [ 71 ]                 |

American Idiot foi recebido com críticas predominantemente positivas pelos profissionais especializados, que elogiaram a sua produção e seu conteúdo lírico, bem como a narrativa política presente no corpo do trabalho. Alguns, contudo, criticaram-no por ser uma "bagunça". No agregador de resenhas Metacritic, que estabelece uma média de até cem pontos com base nas avaliações dos críticos musicais, o álbum obteve 79 pontos de aprovação, que foram baseados em 26 resenhas recolhidas, o que indica "análises geralmente positivas". De acordo com o banco de dados Allmusic, é "facilmente o álbum mais bem avaliado" da carreira do Green Day.
Stephen Thomas Erlewine, do supracitado Allmusic, elogiou o álbum tanto como "uma coleção de ótimas canções" quanto como um todo, escrevendo que "no seu músculo musical e na sua vasta narrativa política, é algo como uma obra-prima". Erlewine apreciou as letras de Armstrong, adjetivando-as de "incisivas e cortantes, que efetivamente transmitem a paranoia e o medo de viver experienciados pelos americanos após o 11 de setembro", e afirmou que "é um dos poucos — senão o único — disco de 2004 a refletir quão confuso era viver na América do começo da década de 2000". Johnny Loftus, da revista Pitchfork, afirmou que era o "disco mais ambicioso da banda até agora", dizendo que "como compositor, Armstrong nunca será um mestre das palavras ou um mágico criador de melodias", mas que o trabalho consegue transmitir a sua mensagem com sucesso. Ele concluiu: "Por toda a sua grandiosidade, American Idiot mantém o seu humor e método deliberadamente, tenazmente e raivosamente no ponto [...] [o disco] grita a nós para fazer algo, qualquer coisa — um alerta daqueles que já compartilharam nossa apatia".
Rob Sheffield, da revista Rolling Stone, nota que "contra todas as probabilidades, o Green Day deu um jeito de chegar aos trinta anos sem trair seu espírito original". Embora tenha considerado o disco "uma bagunça", Sheffield afirma que "as faixas são fortes e pungentes o suficiente para funcionar por conta própria". Em texto para a revista Slant, Sal Cinquemani destaca que a banda "ressuscitou a ópera rock" e "foi capaz de criar um documento tão musical quanto político, que deve manter-se relevante por vários anos", citando o processo de "reinvenção" pelo qual passou o conjunto, elogiando-os por terem sido capazes de "criar um disco que você deseja ter, dane-se o Kazaa". O jornal The New York Times elogia o grupo por superar "qualquer pretensão com melodias e fervor completo". Ian Winwood, da publicação britânica Kerrang!, o adjetiva de "obra-prima moderna". David Browne, da Entertainment Weekly, afirma que "como é comum dentre os álbuns conceituais, o disco foca em letra ao invés de música, então várias delas são esquecíveis", mas que o Green Day "joga lama não mais em seu público, mas no complexo militar-industrial americano [...] sem perder seu senso de humor malcriado ou fortes acordes".
O IGN dá uma nota dez ao disco e avisa: "Você emergirá de sua experiência com American Idiot fisicamente cansado, emocionalmente esgotado e possivelmente mudado para sempre". A Uncut é mais crítica; em uma análise mista, a revista britânica nota que, embora seja um disco bastante político, "ainda é possível fazer slam dancing". A NME o caracteriza como "uma enxurrada de canções variadas e maravilhosamente boas, apresentadas de uma forma inesperadamente inventiva". Josh Tyrangiel, da revista Time, diz que "para um álbum que chora pelo discurso sobre o Estado da União, é irresistivelmente alegre". Robert Christgau, escrevendo para o The Village Voice, chama o projeto de "fracasso" e afirma que as letras de Armstrong evitam o "conteúdo sociopolítico" em favor das "angústias emocionais de dois punks sem noção — um passivo, outro agressivo, ambos projeções do autor", adicionando que "não há economia, não há raça, sequer qualquer compaixão". O jornal The Guardian o adjetiva de "bagunça", mas "uma bagunça vívida, espalhafatosa e até corajosa". A inglesa Q diz que é "um trabalho poderoso, notável tanto em intenção quanto em execução". Jim DeRogatis, do Chicago Sun-Times, percebe um sucesso da banda em "atingir uma forma adulta de pop punk", e Edna Gundersen, do USA Today, escreve que o grupo passou das características "caricaturais" de seus projetos anteriores para temas mais adultos e políticos.

## História
O protagonista do álbum St. Jimmy surgiu a partir de Armstrong se perguntando que tipo de pessoa ele significava em American Idiot. Armstrong descreveu o personagem como um "anti-herói", um "homem comum" impotente insensível por uma "dieta de refrigerante e Ritalina". Jesus of Suburbia odeia a sua cidade e as pessoas próximas a ele, então, sai da cidade. Enquanto o álbum progride os personagens St. Jimmy e Whatsername são introduzidos. St. Jimmy é um combatente da liberdade do punk rock. Whatsername inspirado em Bikini Kill da música "Rebel Girl" é uma "mãe da revolução" personagem que Armstrong descreveu como "uma espécie de inimiga de St. Jimmy, em muitos aspectos." Ambos os personagens ilustram a "raiva contra o amor" é o tema do álbum, em que "você pode ir com a rebelião cego de auto-destruição. Mas há outra faceta movido pelo amor que está a seguir suas crenças e ética. E é aí que Jesus of Suburbia realmente onde quer ir ", diz Armstrong. Perto do fim da história, St. Jimmy metaforicamente se suicida. Enquanto Armstrong não quis dar os detalhes da resolução da história, disse que a intenção é que o ouvinte a perceber que, em última análise, Jesus of Suburbia é realmente St. Jimmy,"faz parte do personagem principal que quase morreu, ou seja St.Jimmy  era uma parte do personagem Jesus of Suburbia e o personagem consegue se livrar dessa sua parte auto-destruitiva. "Na última canção do álbum "Whatsername" Jesus of Suburbia também perde a sua ligação com Whatsername.
| Publicação                           | Elogio                                         | Posição |
| ------------------------------------ | ---------------------------------------------- | ------- |
| NARM                                 | Top 200 Álbuns de Todos os Tempos              | 61      |
| Rolling Stone                        | Os 100 Melhores Álbuns da Década               | 22      |
| Rolling Stone (Escolha dos leitores) | Os 100 Melhores Álbuns da Década               | 1       |
| Rolling Stone                        | 500 melhores álbuns de sempre                  | 225     |
| Kerrang                              | 100 Maiores Álbuns de rock de todos os tempos  | 13      |
| NME                                  | Os 100 Melhores Álbuns da Década               | 60      |
| NPR                                  | As 50 gravações mais importantes da década     | *       |
| Robert Dimery                        | 1001 discos para ouvir antes de morrer         | *       |
| Rhapsody                             | Os 100 Melhores Álbuns Pop da Década           | 6       |
| Entertainment Weekly                 | Os 100 melhores álbuns de 1983-2008            | 6       |
| IGN                                  | Os 25 melhores álbuns de rock da última década | *       |

## Premiações
| Cerimonia               | Prêmio                                                 | Ano  | Resultado |
| ----------------------- | ------------------------------------------------------ | ---- | --------- |
| American Music Awards   | Álbum favorito de Pop/Rock                             | 2005 | Venceu    |
| Billboard Music Awards  | Álbum do ano                                           | 2005 | Indicado  |
| BRIT Awards             | Melhor Álbum Internacional                             | 2006 | Venceu    |
| Grammy Awards           | Melhor Álbum de Rock                                   | 2005 | Venceu    |
| Grammy Awards           | Álbum do Ano                                           | 2005 | Indicado  |
| Japan Gold Disc Awards  | 10 Melhores Álbuns Internacionais de Rock & Pop do Ano | 2005 | Venceu    |
| Juno Awards             | Melhor Álbum Internacional do Ano                      | 2005 | Venceu    |
| MTV Europe Music Awards | Melhor Álbum                                           | 2005 | Venceu    |
| NME Awards              | Melhor Álbum                                           | 2005 | Indicado  |
| Teen Choice Awards      | Álbum de Música                                        | 2005 | Indicado  |

## Lista de faixas
Todas as letras escritas por Billie Joe Armstrong, exceto onde indicado, todas as músicas compostas por Green Day.
| N.º            | Título | Duração                                 |  |
| 1.             | "American Idiot" | 2:54                                    |  |
| 2.             | "Jesus of Suburbia" - I. "Jesus of Suburbia" - II. "City of the Damned" - III. "I Don't Care" - IV. "Dearly Beloved" - V. "Tales of Another Broken Home"                           | 9:08 - 1:51 - 1:51 - 1:43 - 1:05 - 2:38 |  |
| 3.             | "Holiday" | 3:52                                    |  |
| 4.             | "Boulevard of Broken Dreams" | 4:20                                    |  |
| 5.             | "Are We the Waiting" | 2:42                                    |  |
| 6.             | "St. Jimmy" | 2:56                                    |  |
| 7.             | "Give Me Novacaine" | 3:25                                    |  |
| 8.             | "She's a Rebel" | 2:00                                    |  |
| 9.             | "Extraordinary Girl" | 3:33                                    |  |
| 10.            | "Letterbomb" | 4:05                                    |  |
| 11.            | "Wake Me Up When September Ends" | 4:45                                    |  |
| 12.            | "Homecoming" - I. "The Death of St. Jimmy" - II. "East 12th St." - III. "Nobody Likes You" (Mike Dirnt) - IV. "Rock and Roll Girlfriend" (Tré Cool) - V. "We're Coming Home Again" | 9:18 - 2:24 - 1:38 - 1:21 - 0:44 - 3:11 |  |
| 13.            | "Whatsername" | 4:14                                    |  |
| Duração total: | Duração total: | 57:12                                   |  |

| Faixa bônus do Japão |                |         |  |
| N.º                  | Título         | Duração |  |
| 14.                  | "Favorite Son" | 2:06    |  |
| Duração total:       | Duração total: | 59:18   |  |

| Disco bônus do Japão (ao vivo em Tóquio) | |         |  |
| N.º                                      | Título | Duração |  |
| 1.                                       | "American Idiot" | 4:17    |  |
| 2.                                       | "Jesus of Suburbia" - I. "Jesus of Suburbia" - II. "City of the Damned" - III. "I Don't Care" - IV. "Dearly Beloved" - V. "Tales of Another Broken Home" | 9:22    |  |
| 3.                                       | "Holiday" | 4:33    |  |
| 4.                                       | "Are We the Waiting" | 3:18    |  |
| 5.                                       | "St. Jimmy" | 2:57    |  |
| 6.                                       | "Boulevard of Broken Dreams" | 4:41    |  |

| DVD bônus da edição especial |                                                          |         |  |
| N.º                          | Título                                                   | Duração |  |
| 1.                           | "The Making of 'Boulevard of Broken Dreams' & 'Holiday'" |         |  |
| 2.                           | "Boulevard of Broken Dreams" (vídeo musical)             |         |  |
| 3.                           | "Holiday" (vídeo musical)                                |         |  |

## Pessoal
Banda
- Billie Joe Armstrong – vocal, guitarra
- Mike Dirnt – vocal, backing vocal e baixo
- Tré Cool – vocal, bateria e percussão

Músicos adicionais
- Rob Cavallo – piano
- Jason Freese – saxofone
- Kathleen Hanna – vocais em "Letterbomb"

Produção
- Rob Cavallo; Green Day – produtores
- Doug McKean – engenheiro
- Brian "Dr. Vibb" Vibberts; Greg "Stimie" Burns; Jimmy Hoyson; Joe Brown; Dmitar "Dim-e" Krnjaic – engenheiros assistentes
- Chris Dugan; Reto Peter – engenharia adicional
- Chris Lord-Alge – mixer
- Ted Jensen – masterização
- Chris Bilheimer - capa

## Desempenho nas paradas e certificações
| Paradas (2004-2006) | Posição | Certificações | Vendas          | Refs.                   |
| ------------------- | ------- | ------------- | --------------- | ----------------------- |
| Alemanha            | 3       | 7× Ouro       | 700,000         | [ 95 ] [ 96 ]           |
| Argentina           | –       | 2× Platina    | 80,000          | [ 97 ]                  |
| Austrália           | 1       | 6× Platina    | 420,000         | [ 98 ] [ 99 ]           |
| Áustria             | 1       | 2× Platina    | 60,000          | [ 100 ] [ 101 ]         |
| Bélgica (Flandres)  | 6       | 2× Platina    | 100,000         | [ 102 ] [ 103 ] [ 104 ] |
| Bélgica (Valônia)   | 8       | 2× Platina    | 100,000         | [ 102 ] [ 103 ] [ 104 ] |
| Brasil              | –       | Ouro          | 50.000          | [ 105 ]                 |
| Canadá              | 1       | 6× Platina    | 600,000         | [ 106 ] [ 107 ]         |
| Dinamarca           | 4       | 2× Platina    | 60,000          | [ 108 ] [ 109 ]         |
| Espanha             | 14      | Ouro          | 50,000          | [ 110 ] [ 111 ]         |
| Estados Unidos      | 1       | 6× Platina    | 6,056,000       | [ 112 ] [ 113 ]         |
| Finlândia           | 2       | Ouro          | 23,133          | [ 114 ] [ 115 ]         |
| França              | 4       | Platina       | 300,000         | [ 116 ] [ 117 ]         |
| Grécia              | 2       | Platina       | 20,000          | [ 118 ]                 |
| Holanda             | 4       | Ouro          | 40,000          | [ 119 ] [ 120 ]         |
| Hungria             | 15      | Ouro          | 10,000          | [ 121 ] [ 122 ]         |
| Irlanda             | 1       | 8× Platina    | 120,000         | [ 123 ] [ 124 ]         |
| Itália              | 5       | Platina       | 250,000/ 60,000 | [ 125 ] [ 126 ]         |
| Japão               | 3       | 2× Platina    | 500,000         | [ 127 ] [ 128 ]         |
| México              | 7       | Platina       | 100,000         | [ 129 ] [ 130 ]         |
| Noruega             | 1       | –             | –               | [ 131 ]                 |
| Nova Zelândia       | 2       | 4× Platina    | 60,000          | [ 132 ] [ 133 ]         |
| Polônia             | 24      | –             | –               | [ 134 ]                 |
| Portugal            | 15      | Ouro          | 20,000          | [ 135 ] [ 136 ]         |
| Reino Unido         | 1       | 8× Platina    | 2,400.000       | [ 137 ] [ 138 ]         |
| Suécia              | 1       | Platina       | 60,000          | [ 139 ] [ 140 ]         |
| Suíça               | 1       | 2× Platina    | 80,000          | [ 141 ] [ 142 ]         |